# Petit dodécicosaèdre

En géométrie, le petit docécicosaèdre est un polyèdre uniforme non convexe, indexé sous le nom U50.
Il partage son arrangement de sommet avec le grand dodécaèdre étoilé tronqué. Il partage en plus ses sommets avec le petit icosicosidodécaèdre et le petit dodécicosidodécaèdre ditrigonal.